# Afrocubanismo
Afrocubanismo é um movimento preto-temático da cultura cubana com origens na década de 1920. Um dos seus criadores foi Fernando Ortiz, etnomusicólogo e estudioso de cultura afro-cubana que idealizou a convergência dos aspectos culturais do indígena com os traços africanos. Muitos afro-cubanos apoiaram a Revolução Cubana no início.
O movimento relaciona o período entre as duas grandes guerras do século XX para uma análise dos intelectuais cubanos deste período, em sua maioria de origens européia, em reconhecer abertamente o significado do africano na origem cubana.